# Revenge (serie de televisión)
Revenge (estilizada como «reven8e») es una serie de televisión estadounidense de género dramático, inspirada en la novela escrita por Alexandre Dumas, El conde de Montecristo. Es protagonizada por Madeleine Stowe y Emily VanCamp. Se estrenó en la cadena ABC el 21 de septiembre de 2011. El episodio piloto se estrenó en el sitio web de la cadena como acompañante de Amazon Kindle. La cadena ordenó una temporada completa para la serie el 13 de octubre de 2011.
La serie fue renovada para una segunda temporada el 10 de mayo de 2012. El 10 de mayo de 2013, la ABC renovó la serie para una tercera temporada, que  se estrenó el 29 de septiembre de 2013. El 8 de mayo de 2014, la serie fue renovada para una cuarta temporada de 23 episodios que se estrenó el 28 de septiembre de 2014. Constó de 23 episodios.
El 29 de abril de 2015, Sunil Nayar, productor ejecutivo, confirmó que la cuarta temporada sería la última de la serie.

## Argumento
Emily Thorne, cuyo verdadero nombre es Amanda Clarke, regresa a Los Hamptons para vengarse de las personas que causaron la muerte de su padre, David Clarke, y que destruyeron su familia. Cuando Amanda era una niña, su padre fue arrestado por cargos inventados de terrorismo, fue juzgado injustamente y condenado por traición a la patria. Él murió en la cárcel. La misma gente que destruyó a su padre se aseguró también de que Amanda terminara en un centro de detención juvenil. 
A sus 18 años es puesta en libertad, tras salir del correccional se entera de que es heredera de parte de una sociedad en la que su padre invirtió que vale una fortuna. Tras cambiar su nombre por el de Emily Thorne, ella decide vengarse de los responsables de la caída de su padre.

## Elenco y personajes

### Personajes principales
| Actor            | Personaje                          | Temporada  | Temporada  | Temporada  | Temporada  |
| Actor            | Personaje                          | 1          | 2          | 3          | 4          |
| ---------------- | ---------------------------------- | ---------- | ---------- | ---------- | ---------- |
| Madeleine Stowe  | Victoria Grayson                   | Principal  | Principal  | Principal  | Principal  |
| Emily VanCamp    | Amanda Clarke/Emily Thorne         | Principal  | Principal  | Principal  | Principal  |
| Gabriel Mann     | Nolan Ross                         | Principal  | Principal  | Principal  | Principal  |
| Henry Czerny     | Conrad Grayson                     | Principal  | Principal  | Principal  | Invitado   |
| Ashley Madekwe   | Ashley Davenport                   | Principal  | Principal  | Invitada   |            |
| Nick Wechsler    | Jack Porter                        | Principal  | Principal  | Principal  | Principal  |
| Josh Bowman      | Daniel Grayson                     | Principal  | Principal  | Principal  | Principal  |
| Barry Sloane     | Aiden Mathis                       |            | Principal  | Principal  |            |
| Christa B. Allen | Charlotte Grayson/Charlotte Clarke | Principal  | Principal  | Principal  | Recurrente |
| Connor Paolo     | Declan Porter                      | Principal  | Principal  |            |            |
| Karine Vanasse   | Margaux LeMarchal                  |            |            | Recurrente | Principal  |
| James Tupper     | David Clarke                       | Recurrente | Recurrente | Recurrente | Principal  |
| Brian Hallisay   | Ben Hunter                         |            |            |            | Principal  |
| Elena Satine     | Louise Ellis                       |            |            |            | Principal  |

## Episodios
| Temporada | Temporada | Episodios | Episodios | Emisión original         | Emisión original   |
| Temporada | Temporada | Episodios | Episodios | Primera emisión          | Última emisión     |
| --------- | --------- | --------- | --------- | ------------------------ | ------------------ |
|           | 1         | 22        | 22        | 21 de septiembre de 2011 | 23 de mayo de 2012 |
|           | 2         | 22        | 22        | 30 de septiembre de 2012 | 12 de mayo de 2013 |
|           | 3         | 22        | 22        | 29 de septiembre de 2013 | 11 de mayo de 2014 |
|           | 4         | 23        | 23        | 28 de septiembre de 2014 | 10 de mayo de 2015 |

## Desarrollo y producción

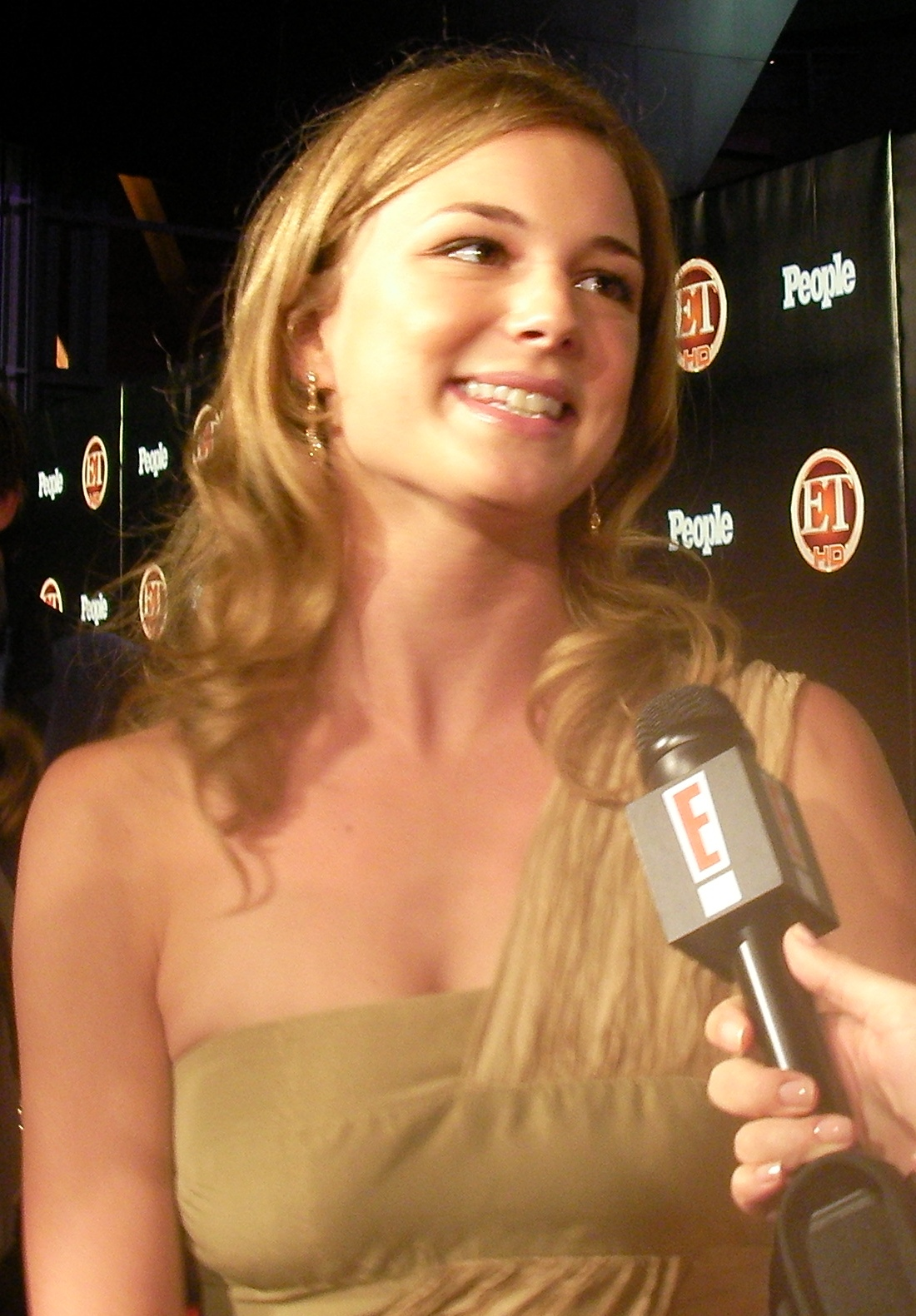
Emily VanCamp en la fiesta post-Emmys, 21 de septiembre de 2008.

En enero de 2011, la ABC ordenó el script del piloto. En marzo del mismo año, la actriz Emily VanCamp fue elegida para interpretar al personaje principal y poco después Ashley Madekwe se integró al elenco. Madeleine Stowe y Henry Czerny se unieron al elenco también. Max Martini y Robbie Amell se unieron al elenco como Frank Stevens, un investigador privado y Adam, un estudiante adinerado que tiene la esperanza de asistir a Yale, respectivamente. James Tupper reemplazó a Marc Blucas en el papel de padre de Emily, después de que Blucas se vio obligado a abandonar la serie por su compromiso en Necessary Roughness. La estrella recurrente de Gossip Girl, Connor Paolo fue elegido como regular en la serie interpretando el personaje de Declan Porter. La ex estrella de Nikita, Ashton Holmes consiguió un papel recurrente como Tyler Barrol, un compañero de clase en Harvard de Daniel Grayson.
El 13 de mayo de 2011, la ABC ordenó que el piloto se convirtiera en serie.
La serie fue renovada para una segunda temporada el 10 de mayo de 2012, que se estrenó el 30 de septiembre del mismo año.

## Recepción
La serie ha sido recibida con críticas positivas, con una puntuación inicial de 66 de 100 en Metacritic.

## Distribución internacional
El 22 de noviembre de 2011, el canal Sony estrenó la serie en Latinoamérica, mientras que DiziMaxMore adquirió los derechos de la serie para estrenarla a partir del 19 de diciembre de 2011 en Turquía.
En España la serie se estrenó el 11 de enero de 2012, por el canal de cable Fox. Para su emisión en abierto, Mediaset España se hizo con los derechos y la primera temporada debutó en la sobremesa de Telecinco el 4 de marzo del mismo año. No obstante, tras unos datos de audiencia bastante discretos, la segunda temporada pasó a ser emitida en Divinity en horario de prime time.
En 2012, fue la tercera serie más buscada en Google, tan solo por detrás de Game of Thrones y Homeland.
En el Reino Unido la serie se estrenó el 28 de mayo de 2012 por E4.
En México, Azteca 7 estrenó la serie el 20 de mayo de 2013.
En Chile la serie se emite por TV+ desde el 21 de noviembre de 2018.
En República Dominicana la serie se emite por Antena 7 desde marzo de 2019.
En Venezuela la serie se emitió por la señal de Televen.